# Escut de Corbera d'Ebre
|  | Per a altres significats sobre escut de Corbera, vegeu «Escut de Corbera (desambiguació)». |

L'escut oficial de Corbera d'Ebre té el següent blasonament:
Escut caironat: d'argent, un corb de sable acompanyat a la punta d'una faixa ondada d'atzur. Per timbre una corona mural de vila. El corb és un senyal parlant referent al nom de la vila. La faixa ondada representa el riu Ebre.
Va ser aprovat el 20 de novembre de 1995.